# لوسي ستانتون
كانت لوسي ستانتون (16 أكتوبر 1831 - 18 فبراير 1910) شخصية أمريكية مؤيدة لإلغاء العبودية ونسوية، واشتهرت بكونها أول امرأة أمريكية من أصل أفريقي تكمل تحصيلها الجامعي الذي استمر لمدة أربع سنوات في الكلية أو الجامعة. وأنهت دورة أدبية للسيدات من كلية أوبرلين عام 1850.
كانت حياة لوسي ستانتون داي مثالا يحتذي به العديد من النساء القويات والمرنات والراديكاليات اللواتي شاركن في الموجة الأولى من الحركة النسائية الأمريكية. كان التزامها العاطفي بإلغاء العبودية مرتبطا بشكل خاص بأسلافها الراديكاليات، مثل أنجلينا إي. جريمكي، والذين ربطوا إلغاء العبودية بواجبهم كنسوة يعتنقن الدين المسيحي في وقت مبكر من عام 1836.

## حياتها السابقة
ولدت لوسي ستانتون في 16 أكتوبر 1831 كفتاة حرة وهي الابنة الوحيدة لمارغريت وصمويل ستانتون. عندما توفي والدها البيولوجي صموئيل الذي كان يعمل كحلاق عندما كانت تبلغ من العمر 18 شهرًا فقط. تزوجت والدة ستانتون من جون براون، أحد دعاة إلغاء العبودية، والذي اشتهر في (كليفلاند، أوهايو) لمشاركته في بناء قطار الأنفاق. وكانت ستانتون مشهورة بقولها إن جون براون سيؤمن المأوى  لـ 13 عبدًا هاربًا في منزله في أي وقت.

## التعليم
بالإضافة إلى عمله كمدافع عن إلغاء العبودية، كان جون براون أيضًا مدافعًا عن حق الأفريقي الأمريكي بالتعلم. التحقت ستانتون بمدرسة كليفلاند الحرة التي شكلها براون للأطفال الأمريكيين من أصل أفريقي.
في عام 1846، التحقت ستانتون بكلية أوبرلين حاصلةً على الشهادة الأدبية في «الدورة الأدبية للسيدات» عام 1849. كانت هذه الشهادة مختلفة عن البكالوريوس. كان الرجال يرغبون بدراستها، فهي لا تتطلب لغات أجنبية أو رياضيات بمستوى قوي. كانت ستانتون نشطة للغاية في المجتمع الأدبي للسيدات في كلية أوبرلين وقدمت خطابًا في حفل تخرجها بعنوان «نداء للمضطهدين» أعربت فيه عن مشاعرها الداعية إلى إلغاء العبودية. وقد حث هذا الخطاب الجمهور، وبخاصة النساء منهم، على وضع أنفسهم مكان المستعبدين والانضمام إلى قضية إلغاء الرق وإنهاء العبودية في نهاية المطاف في الولايات المتحدة ردًا على قانون الرقيق الهارب لعام 1850 الذي كان على وشك أن يدخل حيز التنفيذ. لقي خطابها استحسانًا كبيرًا، وأعيد طبعه في منشورات مثل «ذا أوبرلين إيفانجليست»، وصحيفة مدرسة أوبرلين. وهكذا وضعت ظروف وعلو شأن وهجرة ومصير الأشخاص الملونين من الشعب الأمريكي في عين الاعتبار.

## حياتها الشخصية ونشاطها
بعد تخرجها من المدرسة، بدأت لوسي ستانتون العمل كمديرة في مدرسة خيرية أخرى في كليفلاند. في 25 نوفمبر 1852، تزوجت ستانتون من ويليام إتش داي، وهو أيضًا خريج كلية أوبرلين. عملت ستانتون كأمين مكتبة وساعدت زوجها، لتعمل كمحررة لأول صحيفة أمريكية من أصل أفريقي في كليفلاند (ذا ألياند أمريكان). وفي العدد الأول بتاريخ 9 أبريل 1853، دخلت ستانتون التاريخ كأول امرأة أمريكية من أصل أفريقي تنشر عملاً خياليًا بعنوان «تشارلز وكلارا هايز». أنجبت ستانتون وداي ابنة، «فلورنسا داي»، ولدت عام 1858. بعد فترة وجيزة من ولادتها، تخلى داي عن زوجته وطفله وغادر إلى إنجلترا، ونجحت ستانتون في الحصول على الطلاق من داي في عام 1872. وبعد هجر داي إياها، عملت ستانتون كخياطة في كليفلاند، بينما واصلت نشاطها.